# Castlethorpe
Castlethorpe – wieś w Anglii, w hrabstwie ceremonialnym Buckinghamshire, w dystrykcie (unitary authority) Milton Keynes. Leży 82 km na północny zachód od centrum Londynu. W 2001 miejscowość liczyła 968 mieszkańców.